# Open Sud de France 2024
L'Open Sud de France 2024 è stato un torneo di tennis giocato sul cemento. È stata la 37ª edizione del torneo facente parte dell'ATP Tour 250 nell'ambito dell'ATP Tour 2024. Si è giocato al Park&Suites Arena di Montpellier, in Francia, dal 29 gennaio al 4 febbraio 2024.

## Partecipanti al singolare

### Teste di serie
| Nazionalità | Giocatore             | Ranking* | Testa di serie |
| ----------- | --------------------- | -------- | -------------- |
| Danimarca   | Holger Rune           | 8        | 1              |
| Kazakistan  | Aleksandr Bublik      | 27       | 2              |
| Canada      | Félix Auger-Aliassime | 30       | 3              |
| Croazia     | Borna Ćorić           | 40       | 4              |
| Regno Unito | Andy Murray           | 44       | 5              |
| Kazakistan  | Aleksandr Ševčenko    | 48       | 6              |
| Francia     | Alexandre Müller      | 73       | 7              |
| Francia     | Gaël Monfils          | 76       | 8              |

* Ranking al 15 gennaio 2024.

#### Altri partecipanti
I seguenti giocatori hanno ricevuto una wildcard per il tabellone principale:
- Harold Mayot
- Lucas Pouille
- Holger Rune

I seguenti giocatori sono entrati nel tabellone principale passando dalle qualificazioni:

- Antoine Escoffier
- Pablo Llamas Ruiz
- Dalibor Svrčina
- Ugo Blanchet

Il seguente giocatore è entrato in tabellone come lucky loser:
- Giulio Zeppieri

#### Ritiri
Prima del torneo
- Roberto Carballés Baena → sostituito da  Flavio Cobolli
- Jack Draper → sostituito da  Hugo Gaston
- Lorenzo Musetti → sostituito da  Pedro Martínez
- Luca Van Assche → sostituito da  Michael Mmoh
- Aleksandar Kovacevic → sostituito da  Benoît Paire
- Alexandre Müller → sostituito da  Giulio Zeppieri

## Partecipanti al doppio

### Teste di serie
| Nazione     | Giocatore       | Nazione     | Giocatore                | Ranking* | Testa di serie |
| ----------- | --------------- | ----------- | ------------------------ | -------- | -------------- |
| Francia     | Sadio Doumbia   | Francia     | Fabien Reboul            | 71       | 1              |
| Regno Unito | Julian Cash     | Stati Uniti | Robert Galloway          | 96       | 2              |
| Regno Unito | Lloyd Glasspool | Regno Unito | Henry Patten             | 104      | 3              |
| Francia     | Albano Olivetti | Austria     | Tristan-Samuel Weissborn | 109      | 4              |

* Ranking al 15 gennaio 2024.

### Altri partecipanti
Le seguenti coppie di giocatori hanno ricevuto una wildcard per il tabellone principale:
- Grégoire Barrère /  Lucas Pouille
- Hugo Gaston /  Harold Mayot

### Ritiri
Prima del torneo
- Yuki Bhambri /  Robin Haase → sostituiti da  Robin Haase /  Petr Nouza
- Roberto Carballés Baena /  Bernabé Zapata Miralles → sostituiti da  Jaume Munar /  Bernabé Zapata Miralles
- Jack Draper /  Luca Van Assche → sostituiti da  Pedro Martínez /  Alexandre Müller

## Punti
| Evento    | V   | F   | SF  | QF | 2T   | 1T | Q    | Q2   | Q1   |
| Singolare | 250 | 165 | 100 | 50 | 20   | 0  | 13   | 7    | 0    |
| Doppio    | 250 | 150 | 90  | 45 | N.D. | 0  | N.D. | N.D. | N.D. |

## Montepremi
| Evento    | V        | F        | SF       | QF       | 2T       | 1T      | Q2      | Q1      |
| Singolare | 88 125 € | 51 400 € | 30 220 € | 17 510 € | 10 165 € | 6 215 € | 3 105 € | 1 695 € |
| Doppio*   | 30 610 € | 16 380 € | 9 600 €  | 5 370 €  | N.D.     | 3 160 € | N.D.    | N.D.    |

*per team

## Campioni

### Singolare
Aleksandr Bublik ha sconfitto in finale  Borna Ćorić con il punteggio di 5-7, 6-2, 6-3.
- È il quarto titolo in carriera per Bublik, il primo in stagione.

### Doppio
Sadio Doumbia /  Fabien Reboul hanno sconfitto in finale  Albano Olivetti /  Tristan-Samuel Weissborn con il punteggio di 6(5)-7, 6-4, [10-6].